# 8つの小品 (ブラームス)
8つの小品（8つのしょうひん、8 Klavierstücke）作品76は、ヨハネス・ブラームスが作曲したピアノのための性格的小品集。

## 概要
交響曲第2番の作曲から1年後、1878年の夏頃に、ヴェルター湖畔の避暑地ペルチャッハで作曲された。なお、第1曲の初稿のみ1871年に書かれている。第2曲がイグナーツ・ブリュルによって1879年10月22日に先行して初演されており、全曲の初演は10月29日にベルリンでハンス・フォン・ビューローによって行われた。ビューローはその後もこの曲集を愛奏したと伝えられている。出版は1879年春に行われた。
『ワルツ集』の独奏版以来、13年ぶりに出版されたピアノ独奏曲となった。マックス・カルベックは、ブラームスがこの頃ロベルト・シューマンやフレデリック・ショパンの作品の校訂を行ったことをピアノ曲への回帰と関連付けている。和声が晦渋になり作品が内向的になっていく、ブラームスの「後期」への入口にあたる作品とも言われる。

## 楽曲構成
4曲の間奏曲と4曲の奇想曲を含む。全曲を通した演奏時間は27-28分程度。初版では1-4曲、5-8曲の2巻に分けて出版されていた。
- 第1曲　奇想曲 嬰ヘ短調
ウン・ポコ・アジタート、Unruhig bewegt（落ち着かずに、動きをもって）。6/8拍子。三部形式。1871年9月13日のクララ・シューマンの誕生日に贈られたとされる。中間部において下降アルペジオに乗って寂しげな旋律が奏でられ、上行アルペジオを中心にした両端部がそれを挟む。中間部を回想する短めのコーダが続き、嬰ヘ長調で終止する。
- 第2曲　奇想曲 ロ短調
アレグレット・ノン・トロッポ、2/4拍子。複合三部形式。スタッカートを中心にした軽快な作品で、演奏機会は多い。中間部はピウ・トランクイロとなって、なだらかな旋律も現れる。
- 第3曲　間奏曲 変イ長調
グラツィオーゾ、Anmutig, ausdrucksvoll（優美に、表情豊かに）。4/4拍子。二部形式。セレナード風の書法で、シンコペーションを伴った旋律を歌う。
- 第4曲　間奏曲 変ロ長調
アレグレット・グラツィオーゾ、2/4拍子。三部形式（中間部は主部の展開）。単一の伴奏音形と内声のEs音が執拗に保持される。曲調は優雅ではあるが、和声はかなり複雑に書かれ不穏さをにじませている。
- 第5曲　奇想曲 嬰ハ短調
アジタート・マ・ノン・トロッポ・プレスト、Sehr aufgeregt, doch nicht zu schnell（きわめて興奮して、しかし速すぎずに）。6/8拍子。A-B-A'-B'-A"の拡大された三部形式。分厚く書かれた活動的な作品で、曲集の中でも規模が大きい。3/4拍子と6/8拍子が共存するリズム法が特徴的。
- 第6曲　間奏曲 イ長調
アンダンテ・コン・モート、Sanft bewegt（穏やかに動きをもって）。2/4拍子。複合三部形式。無言歌風の穏やかな作品で、2:3のクロスリズムが用いられる。
- 第7曲　間奏曲 イ短調
モデラート・センプリーチェ、2/2拍子。A-B-C-B-Aのアーチ形式。比較的大きな場面転換が見られるが、各部は二度下降＋二度上行の動機（交響曲第2番の基本動機と同一）で統一されている。
- 第8曲　奇想曲 ハ長調
グラツィオーゾ・エド・ウン・ポコ・ヴィヴァーチェ、Anmutig lebhagt（優美に、活動的に）。6/4拍子。広い音域を使うピアニスティックな作品。